# 卡拉莫鎮區 (密西根州)
卡拉莫鎮區（英語：Kalamo Township）是位於美國密西根州伊頓縣的一個行政鎮區。

## 地方資料
卡拉莫鎮區的面積為95.20平方千米，當中陸地面積為94.90平方千米，而水域面積為0.30平方千米。根據2020年美國人口普查的數據，當地共有人口1765人，而人口密度為每平方千米18.54人。